# Angicos (microregio)
Angicos is een van de 19 microregio's van de Braziliaanse deelstaat Rio Grande do Norte. Zij ligt in de mesoregio Central Potiguar en grenst aan de microregio's Borborema Potiguar, Agreste Potiguar, Baixa Verde, Macau, Vale do Açu en Serra de Santana. De microregio heeft een oppervlakte van ca. 4.080 km². In 2006 werd het inwoneraantal geschat op 49.324.
Acht gemeenten behoren tot deze microregio:
- Afonso Bezerra
- Angicos
- Caiçara do Rio do Vento
- Fernando Pedroza
- Jardim de Angicos
- Lajes
- Pedra Preta
- Pedro Avelino

Mesoregio's: Agreste Potiguar · Central Potiguar · Leste Potiguar · Oeste Potiguar

Microregio's: Angicos · Agreste Potiguar · Baixa Verde · Borborema Potiguar · Chapada do Apodi · Litoral Nordeste · Litoral Sul · Macaíba · Macau · Médio Oeste · Mossoró · Natal · Pau dos Ferros · Seridó Ocidental · Seridó Oriental · Serra de São Miguel · Serra de Santana · Umarizal · Vale do Açu